# Michel Étienne Descourtilz
Michel Étienne Descourtilz (Boiste, junto a Pithiviers, 25 de dezembro de 1775 --- Paris, 1836) foi um médico, botânico e historiador francês.

## Biografia
Terminados os estudos de medicina, em 1799, foi enviado pelo governo de seu país para Saint Domingue, como era chamado o Haiti à época, na qualidade de médico naturalista. Depois de uma viagem com escalas em Charleston (Carolina do Sul) e em Santiago de Cuba, a 2 de abril chegava ao seu destino. Aí abriu um liceu colonial, mas logo em seguida estoura a revolta dos escravos e a vida de Descourtilz correu grande perigo, apesar do passaporte que possuía, assinado por Toussaint Louverture, chefe dos revoltosos. Salvou-o da morte um ex-escravo em reconhecimento aos cuidados médicos que recebera. Por fim, em 1802, conseguiu escapar e foi resgatado por tropas francesas.

### Volta à França
Voltou à França onde exerceu a medicina. Passando a residir em Paris, ingressou na Societé Linnéenne da qual chegou a ser presidente.

## Obras
Escreveu vários livros, destacando-se o que narra suas aventuras na revolta do Haiti: Voyages d'un naturaliste et ses observations, faites sur les trois régnes de la nature, dans plusiers ports de mer français, en Espagne, au continent de l'Amerique septentrionale, à Saint-Yago de Cuba, et à St. Domingue, où l'Auteur devenu prisonnier de 40.000 Noirs révoltés, et par suitemis en liberté par une colonne de l'armée française, donne des détails circunstanciès sur l'expédition du général Lecrerc. Paris: Dufart, 1809.
Retornou às Antilhas anos mais tarde em trabalho de pesquisa sobre a flora, principalmente medicinal, resultando dessa viagem uma obra volumosa e cientificamente muito importante: Flore pittoresque et médicale des Antilles où, Histoire naturelle des plantes usuelles des colonies françaises, anglaises, espagnoles et portugaises. Paris, 1821-1829. Em 8 volumes, ilustrados por mais de seisentas pranchas de autoria de seu filho Jean-Theodore Descourtilz, também médico e naturalista, que logo depois estaria no Brasil para um longo estágio dedicado a pesquisas.